# اينار غوستافسون
اينار غوستافسون (بالسويدية: Einar Gustafsson)‏ هو سياسي سويدي، ولد في 21 ديسمبر 1914، وتوفي في 15 فبراير 1995. حزبياً، نشط في حزب الوسط السويدي. وقد انتخب عضو البرلمان السويدي ‏.